# 達吉斯坦松田鼠
達吉斯坦松田鼠（Microtus daghestanicus），又名高加索松田鼠，是鼠總科田鼠屬松田鼠亞屬的一個品種，可在俄羅斯高加索地區、格魯吉亞、亞美尼亞及阿塞拜疆發現。